# سعید الشون
سعید الشون (عربی: سعيد سويلم الشون؛ زادهٔ ۲۸ اوت ۱۹۸۳) بازیکن سابق و مربی فوتبال اهل عمان است.
از باشگاه‌هایی که در آن بازی کرده‌است می‌توان به باشگاه ورزشی النصر کویت، باشگاه ورزشی ام صلال، باشگاه ورزشی فنجاء، باشگاه فوتبال الحزم عربستان سعودی، باشگاه ورزشی کاظمه کویت، باشگاه ورزشی النصر، باشگاه ورزشی السیلیه، و باشگاه فوتبال القادسیه عربستان سعودی اشاره کرد.
وی همچنین در تیم ملی فوتبال عمان بازی کرده‌است.